# IWI Dan
O IWI Dan é um fuzil de precisão israelense de ação por ferrolho fabricado pela Israel Weapons Industries (IWI). Seu nome é uma homenagem à antiga cidade de Dã. O fuzil usa o cartucho .338 Lapua Magnum.
O fuzil foi projetado pelo Dr. Nehemia Sirkis em cooperação com as forças especiais das Forças de Defesa de Israel e é fabricado pela Israel Weapons Industries e comercializado em todo o mundo.
Foi desenvolvido para competir com outros fuzis de precisão de calibre 0,338 polegadas, como o "Barak" usado pelas Forças de Defesa de Israel (IDF), o McMillan TAC-338 (usado por unidades de elite das IDF e pelos Navy SEALs), o AWM britânico e o PGM 338 francês.
O IWI Dan foi apresentado na convenção Eurosatory de 2014.

## Projeto e recursos
O IWI Dan é um fuzil de precisão de ação por ferrolho, calibre .338 Lapua Magnum, projetado para tiros de longo alcance, além de 800 metros. Seu projeto prioriza a ergonomia e o conforto do atirador, com componentes ajustáveis, como a coronha. Possui trilhos Picatinny para a montagem de diversas miras ópticas e acessórios táticos. O fuzil também pode ser equipado com silenciadores. Seu chassi é relativamente leve, o que melhora a usabilidade.
O fuzil utiliza munição .338 Lapua Magnum, um cartucho de fuzil de precisão de alta potência, eficaz em alcances de 1.200 a 1.500 m. Essa munição é projetada para fins antipessoais e é capaz de penetrar coletes à prova de balas com precisão letal. Também é eficaz contra veículos não blindados.
O fabricante IWI garante precisão abaixo de MOA, com estimativas sugerindo até 0,3 MOA.